# Publius Sulpicius Scribonius Proculus
Publius Sulpicius Scribonius Proculus (mort en 67 apr. J.-C.) est un sénateur romain, actif sous le règne de Néron. Il est consul suffect  dans le nundinium de septembre à octobre 56 en tant que collègue de son frère Publius Sulpicius Scribonius Rufus. Les deux frères sont dénoncés par le délateur Gaius Paccius Africanus à l'empereur Néron, qui convoque les hommes en Achaïe sous de faux motifs. Une fois arrivés, ils sont inculpés en vertu de la lex maiestas et contraints de se suicider.

## Biographie
La vie des frères n'est connue qu'en partie. M. A. Speidel note que les origines des Sulpicii Scribonii ne sont pas connues, mais qu'elles viennent probablement d'Italie. Le père des deux hommes est identifié comme étant le sénateur Scribonius Proculus, que l'empereur Caligula assassine. 
Leurs cursi honori ne sont connus qu'à partir de leur consulat. Tacite rapporte que, face à une émeute à Pouzzoles en l'an 58 qu'un sénateur n'a pas pu maîtriser, l'empereur a assigné une cohorte à Proculus et Rufus et les a envoyés dans cette ville pour rétablir l'ordre. Une inscription de la colonie Luna (Luni moderne) atteste qu'il a été nommé conservateur operum publicorum. 
Le poste le plus important occupé par Proculus est celui de gouverneur de la province impériale de Germanie Inférieure. La preuve de la date de son mandat est fournie par un diplôme militaire daté du 17 juin 65 et une dédicace d'immeuble de l'année 66. Son mandat de gouverneur prend fin lorsque l'empereur Néron convoque les deux frères à leur rendez-vous fatal en Achaïe.